# Um banho em Asnières
Um banho em Asnières (em francês:  Une baignade à Asnières) é uma pintura a óleo sobre tela do pintor francês Georges Pierre Seurat, data de 1884, a primeira de duas de grandes dimensões. Esta obra mostra uma cena calma, junto a um rio, nos subúrbios de Paris. Figuras isoladas, com as suas roupas cuidadosamente empilhadas na margem do rio, juntamente com árvores, edifícios e paredes de contornos austeros, e o rio Sena, são apresentados em formato formal. Uma combinação de uma técnica de pinceladas complexas, e uma meticulosa aplicação das teorias contemporâneas sobre cor, dão à pintura uma sensação de intemporalidade e de vibração suave.
Seurat acabou esta pintura em 1884, quando tinha 24 anos de idade. No mesmo ano, candidatou-se ao Salon para aí expor o seu quadro, mas o júri rejeitou-o. O Une baignade à Asnières continuou a confundir  muitos dos contemporâneos de Seurat, e só passados muitos anos após a morte do artista, aos 31 anos, é que a pintura foi reconhecida. A apreciação da obra começou a crescer durante o século XX e, actualmente, encontra-se na National Gallery, de Londres, onde é considerada uma das mais importantes da colecção da galeria.